# Аґнес Ґее
Аґнес Ґее (угор. Ágnes Gee; нар. 29 серпня 1974) — колишня угорська тенісистка.
Найвищу одиночну позицію світового рейтингу — 466 місце досягла 12 вересня 1994, парну — 423 місце — 15 травня 1995 року.
Здобула 2 парні титули туру ITF.

## Фінали ITF
| Турніри $25,000 |
| Турніри $10,000 |

### Парний розряд: 2 (2 перемоги)
| Результат | Ранг | Дата             | Турнір                | Покриття | Партнерка           | Суперниці                             | Рахунок            |
| --------- | ---- | ---------------- | --------------------- | -------- | ------------------- | ------------------------------------- | ------------------ |
| Перемога  | 1.   | 6 червня 1994    | ITF Мурська, Словенія | Ґрунт    | Флоренсія Сіанфагна | Сімона Галікова Magdaléna Garguláková | 6–3, 5–7, 6–1      |
| Перемога  | 2.   | 7 листопада 1994 | ITF Гіза, Єгипет      | Ґрунт    | Хрістіна Захаріду   | Амелі Кокто Каролін Туар              | 6–7(6–8), 6–2, 6–3 |